# Гікань
Гікань, Гікані (рум. Ghicani) — село у повіті Васлуй в Румунії. Входить до складу комуни Александру-Влахуце.
Село розташоване на відстані 248 км на північний схід від Бухареста, 28 км на південь від Васлуя, 85 км на південь від Ясс, 111 км на північ від Галаца.

## Населення
За даними перепису населення 2002 року у селі проживали 195 осіб, усі — румуни. Усі жителі села рідною мовою назвали румунську.